# Inés Aldea
Inés Aldea Moreno (Madrid, 23 de febrero de 1991) es una actriz española conocida por interpretar el personaje de Doña Celia Verdejo Pedró de Álvarez-Hermoso en Acacias 38.

## Filmografía

### Televisión
| Año       | Título              | Personaje                                   | Canal    | Notas         |
| --------- | ------------------- | ------------------------------------------- | -------- | ------------- |
| 2008      | Los hombres de Paco |                                             | Antena 3 | 1 episodio    |
| 2015-2019 | Acacias 38          | Doña Celia Verdejo Pedró de Álvarez-Hermoso | La 1     | 929 episodios |

### Cine
| Año  | Película        | Personaje | Director                          |
| ---- | --------------- | --------- | --------------------------------- |
| 2009 | Pájaros muertos | Greta     | Guillermo Sempere y Jorge Sempere |

### Programas de Televisión
| Año  | Programa            | Canal | Notas    |
| ---- | ------------------- | ----- | -------- |
| 2016 | Telepasión española | La 1  | Invitada |
| 2017 | Telepasión española | La 1  | Invitada |